# ФК Рудар Велење
НК Рудар Велење је фудбалски клуб из Велења у Словенији, који се такмичи у Првој словеначкој фудбалској лиги.

## Историја
По завршеку Другог светског рата у лето 1945. је почело буђење спортског живота у Велењу. У августу 1948. је због великог интересовања за фудбал, уз помоћ синдикалне организације Рудника лигнита Велење, основан Фудбалски клуб Рудар Велење.
Клуб се у сезони 1952/53 уврстио у Словеначкој лиги-исток, где је успешно играо до лета 1957. После краће кризе клуб у сезони 1961/62 се пласирао у Прву словеначку лигу, мада клуб на том свом врхунцу, до тада, није био потпуно припремљен за игре међу најбољим. Године 1966. је опет наступио врхунац када Рудар по други пут се други пут пласира у Прву словеначку лигу из које поново испада.
Када се све то поновило и трећи пут 1970. године. У сезони 1974/75 у клубу ангажују професионалмог тренера, што је допринело да се поново 1975/76 пласира у Прву словеначку лигу а у следећој години у Другој савезној лиги у којој је остао неколико сезона. Крајем сезоне наступа нова криза у клубу која је престала у сезони 1990/91, када Рудар постаје словенски фудбалски првак.
По осамостаљивању Словеније 1991. клуб се уврстио у Прву лигу Словеније. Свој највећи успех постиже у сезони 1997/98 када је освојио Куп Словеније и пласирао се за излазак на европску сцену, такмичењем у УЕФА купу.
У сезони 2002/03 клуб испада из Прве лиге и наредне две сезоне игра у Другој лиги да би се у сезони 2005/06 врати у Прву лигу из Које исте године испада.
Освајањем првог места у Другој лиги 2007/08. враћа се у Прву лигу где сада игра.

## Стадион
У првих 10 година свога постојања НК Рудар је играо своје утакмице на четири локације на импровизована игралишта. Како су долазили на утакмице и познатији словеначке екипе, морало се решити питање сталног терена.
Дана 3. јула 1955. је отворен стадион Об језеру који је саграђен уз помоћ Рудника лигнита Велење и општине, капацитета 2.500 места, на којем клуб и данас игра.
Године 1992. је изграђена покривана трибина, атлетски терен са осам стаза и нова травната површина. Поводом педестгодишњице клуба стадион је добио расвету за одржавање ноћних утакмица. Данас објекат има 2.500 места од тога 1.800 на покривеној трибини.
Испод трибине се налази теретана, посебне свлачионице, гардероба и канцеларије клуба. Играчи тренирају на два помоћна травната терена од којих, је један покривен травом, други вештачком травом. Ово последње је изграђено 2004. године, где играју млађе селекције клуба.

## Успеси клуба
- Куп Словеније 1

1997/98.

#### Пласмани по сезонама у Првенству и Купу од 1991/92
| Сезона  | 1. СНЛ   | Плас. | ИГ | Д  | Н  | ИЗ | ГД | ГП | Бод | Куп              |
| ------- | -------- | ----- | -- | -- | -- | -- | -- | -- | --- | ---------------- |
| 1991/92 | 1. СНЛ   | 12    | 40 | 13 | 12 | 15 | 59 | 65 | 38  | Четвртфинале     |
| 1992/93 | 1. СНЛ   | 9     | 34 | 13 | 7  | 14 | 45 | 52 | 33  | Прво коло        |
| 1993/94 | 1. СНЛ   | 9     | 30 | 10 | 7  | 13 | 37 | 49 | 27  | шенаесттина фин. |
| 1994/95 | 1. СНЛ   | 7     | 30 | 16 | 6  | 8  | 55 | 33 | 38  | Четвртфинале     |
| 1995/96 | 1. СНЛ   | 7     | 36 | 13 | 10 | 13 | 46 | 37 | 49  | полуфинале       |
| 1996/97 | 1. СНЛ   | 8     | 36 | 10 | 12 | 14 | 43 | 53 | 42  | Round of 16      |
| 1997/98 | 1. СНЛ   | 7     | 36 | 10 | 13 | 13 | 39 | 38 | 43  | Победник         |
| 1998/99 | 1. СНЛ   | 3     | 33 | 16 | 8  | 9  | 43 | 33 | 56  | четвртфинале     |
| 1999/00 | 1. СНЛ]] | 3     | 33 | 17 | 7  | 9  | 49 | 35 | 58  | Прво коло        |
| 2000/01 | 1. СНЛ   | 8     | 33 | 12 | 7  | 14 | 43 | 44 | 43  | полуфинале       |
| 2001/02 | 1. СНЛ   | 8     | 33 | 11 | 9  | 13 | 46 | 52 | 42  | Четвртфинале     |
| 2002/03 | 1. СНЛ   | 11    | 31 | 6  | 7  | 18 | 32 | 51 | 25  | Прво коло        |
| 2003/04 | 2. СНЛ   | 1 +   | 32 | 21 | 6  | 5  | 84 | 37 | 69  | Четвртфинале     |
| 2004/05 | 2. СНЛ   | 1     | 33 | 23 | 3  | 7  | 76 | 40 | 72  | Друго коло       |
| 2005/06 | 1. СНЛ   | 10    | 36 | 2  | 9  | 25 | 28 | 83 | 15  | Четвртфинале     |
| 2006/07 | 2. СНЛ   | 8     | 36 | 12 | 9  | 15 | 45 | 59 | 45  | Четвртфинале     |
| 2007/08 | 2. СНЛ   | 1     | 27 | 15 | 4  | 7  | 70 | 31 | 50  | x                |
| 2008/09 | 1. СНЛ   | 3     | 36 | 16 | 7  | 13 | 44 | 39 | 55  | Четвртфинале     |

sup>+ Рудар Велење одбија промоцију у Прву лигу

## НК Рудар Велење на вечној табели клубова уСНЛ
После сезоне 2008/09
| Плас. | Тим             | Број сезона | ИГ  | Д   | Н   | ИЗ  | ГД  | ГП  | Бод |
| ----- | --------------- | ----------- | --- | --- | --- | --- | --- | --- | --- |
| 8     | НК Рудар Велење | 14          | 477 | 165 | 121 | 191 | 609 | 664 | 564 |

ИГ = Играо утакмица; Д = Добио; Н = Нерешио; ИЗ = Изгубио; ГД = Голова дао; ГП = Голова примио; Бод = Бодови

## НК Рудар Велење у европским такмичењима
| Сезона  | Такмичење           | Ранг       | Земља      | Клуб                   | Резултат |
| ------- | ------------------- | ---------- | ---------- | ---------------------- | -------- |
| 1995    | Интертото куп       | група      | Њемачка    | Келн                   | 0-1      |
|         |                     | група      | Швајцарска | Луцерн                 | 1-1      |
|         |                     | група      | Шведска    | Växjö                  | 1-3      |
|         |                     | група      | Енглеска   | Тотенхем хотспур       | 1-2      |
| 1998/99 | Куп освајача купова | кв.        | Молдавија  | Constructorul Chisinau | 2-0, 0-0 |
|         |                     | 1 коло     | Хрватска   | Вартекс                | 0-1, 0-1 |
| 1999    | Интертото куп       | 1 коло     | Шведска    | Халмштад               | 0-0, 2-2 |
|         |                     | 2 коло     | Аустрија   | Аустрија Листенау      | 1-2, 1-2 |
| 2009/10 | УЕФА Лига Европе    | 1 коло кв. | Естонија   | Нарва Транс            | 3-0, 3-1 |
|         |                     | 2 коло кв. | Србија     | Црвена звезда          | 0-1, 0-4 |
| 2018/19 | УЕФА Лига Европе    | 1 коло кв. | Сан Марино | Тре Фјори              | 7-0, 3-0 |

## Састав НК Рудар Велење
Стање јули, 2009
| Бр. |           | Позиција | Играч              |
| --- | --------- | -------- | ------------------ |
| 12  | Словенија | Г        | Себастјан Челофига |
| 26  | Србија    | Г        | Бобан Савић        |
| 1   | Словенија | Г        | Сафет Јахић        |
| 6   | Словенија | О        | Фабијан Ципот      |
| 24  | Словенија | О        | Јовиша Краљевић    |
| 23  | Словенија | О        | Борис Мијатовић    |
| 11  | Словенија | О        | Петар Стојнић      |
| 27  | Словенија | О        | Русмин Дедић       |
| 13  | Словенија | О        | Сенад Јахић        |
| 3   | Словенија | О        | Алеш Јесеничник    |
| 29  | Словенија | О        | Матеј Коленц       |
| 14  | Словенија | О        | Урош Веселић       |
| 5   | Словенија | О        | Алмир Сулејмановић |
| 19  | Словенија | О        | Марко Поклека      |

| Бр. |           | Позиција | Играч            |
| --- | --------- | -------- | ---------------- |
| 20  | Словенија | С        | Алем Мујаковић   |
| 4   | Финска    | С        | Марко Колси      |
| 8   | Словенија | С        | Дамјан Трифковић |
| 16  | Словенија | С        | Миха Голоб       |
| 25  | Словенија | С        | Горазд Зајц      |
| 22  | Словенија | С        | Никола Толимир   |
| 10  | Словенија | С        | Денис Грбић      |
| 21  | Словенија | С        | Ник Омладић      |
| 9   | Словенија | Н        | Ален Мујановић   |
| 18  | Словенија | Н        | Лука Прашникар   |
| 28  | Словенија | Н        | Озрен Перић      |
| 17  | Словенија | Н        | Арнел Махмутович |
| 15  | Бразил    | Н        | Ренато           |

## Збирни европски резултати
Стање 13. јул 2009.
| Такмичење                | ИГ. | Д | Н | ИЗ. | ГД | ГП |
| ------------------------ | --- | - | - | --- | -- | -- |
| Лига шампиона            | 0   | 0 | 0 | 0   | 0  | 0  |
| Куп победника купова     | 4   | 1 | 1 | 2   | 2  | 2  |
| УЕФА куп                 | 2   | 2 | 0 | 0   | 6  | 1  |
| Интертото куп            | 8   | 0 | 3 | 5   | 7  | 13 |
| I. Укупно УЕФА такмичења | 14  | 3 | 4 | 7   | 15 | 16 |